# Бибиков, Павел Никонович
Павел Никонович Бибиков (27 декабря 1903 года, Криничное, Ахтырский уезд, Харьковская губерния — 18 марта 1985 года, Ленинград) — советский военный деятель, генерал-майор (20 апреля 1945 года).

## Начальная биография
Павел Никонович Бибиков родился 27 декабря 1903 года в селе Криничное ныне Тростянецкого района Сумской области. Украинец.

## Военная служба

### Довоенное время
В сентябре 1920 года был призван в ряды РККА и направлен красноармейцем в 4-ю Туркестанскую бригаду (Туркестанский фронт).
В ноябре 1921 года был направлен на учёбу на пехотные командные курсы, дислоцированные в Ашхабаде, после окончания которых в июне 1923 года был направлен в 11-й стрелковый полк (4-я стрелковая дивизия), где служил на должностях командира отделения, взвода и роты. С мая по июль 1925 года принимал участие в боевых действиях против басмачества на территории Восточной Бухары. В августе 1925 года был направлен на учёбу в Киевскую объединённую военную школу, после окончания которой с августа 1927 года служил на должностях командира взвода и роты в составе 241-го стрелкового полка (81-я стрелковая дивизия).
В июне 1930 года был направлен на учёбу в Военную академию имени М. В. Фрунзе, после окончания которой в мае 1933 года был назначен на должность помощника начальника 1-го отделения штаба 24-й стрелковой дивизии (Уральский военный округ), в апреле 1934 года — на должность начальника 1-го отделения штаба 70-й стрелковой дивизии (19-й стрелковый корпус, Ленинградский военный округ), в октябре 1937 года — на должность начальника 1-го отделения штаба 19-го стрелкового корпуса, в апреле 1938 года — на должность секретаря заместителя наркома обороны СССР, а в январе 1939 года — на должность заместителя начальника и начальника 1-го отдела Управляющего делами при НКО СССР.

### Великая Отечественная война
С началом войны находился на прежней должности.
В октябре 1941 года был назначен на должность начальника штаба 53-й стрелковой дивизии, которая принимала участие в оборонительных боевых действиях северо-западнее Серпухова, в контрнаступлении под Москвой и затем в наступлении на малоярославецком и юхновском направлениях.
В апреле 1942 года был назначен на должность начальника штаба 5-го гвардейского стрелкового корпуса, который принимал участие в оборонительных и наступательных боевых действиях в районе городов Сухиничи, Великие Луки, Духовщина, Витебск. В период с 7 по 18 августа 1943 года исполнял должность командира корпуса и 31 августа вернулся на должность начальника штаба корпуса.
В марте 1944 года был назначен на должность командира 19-й гвардейской стрелковой дивизии, которая принимала участие в боевых действиях в ходе Витебско-Оршанской, Каунасской, Мемельской, Инстербургско-Кенигсбергской и Кенигсбергской наступательных операций.
После окончания войны дивизия во главе Бибикова была передислоцирована Дальний Восток и во время советско-японской войны принимала участие в боевых действиях в ходе Хингано-Мукденской наступательной операции.
За умелое командование дивизией в боях с японскими войсками генерал-майор Павел Никонович Бибиков был представлен к званию Героя Советского Союза, однако награждён орденом Красного Знамени.

### Послевоенная карьера

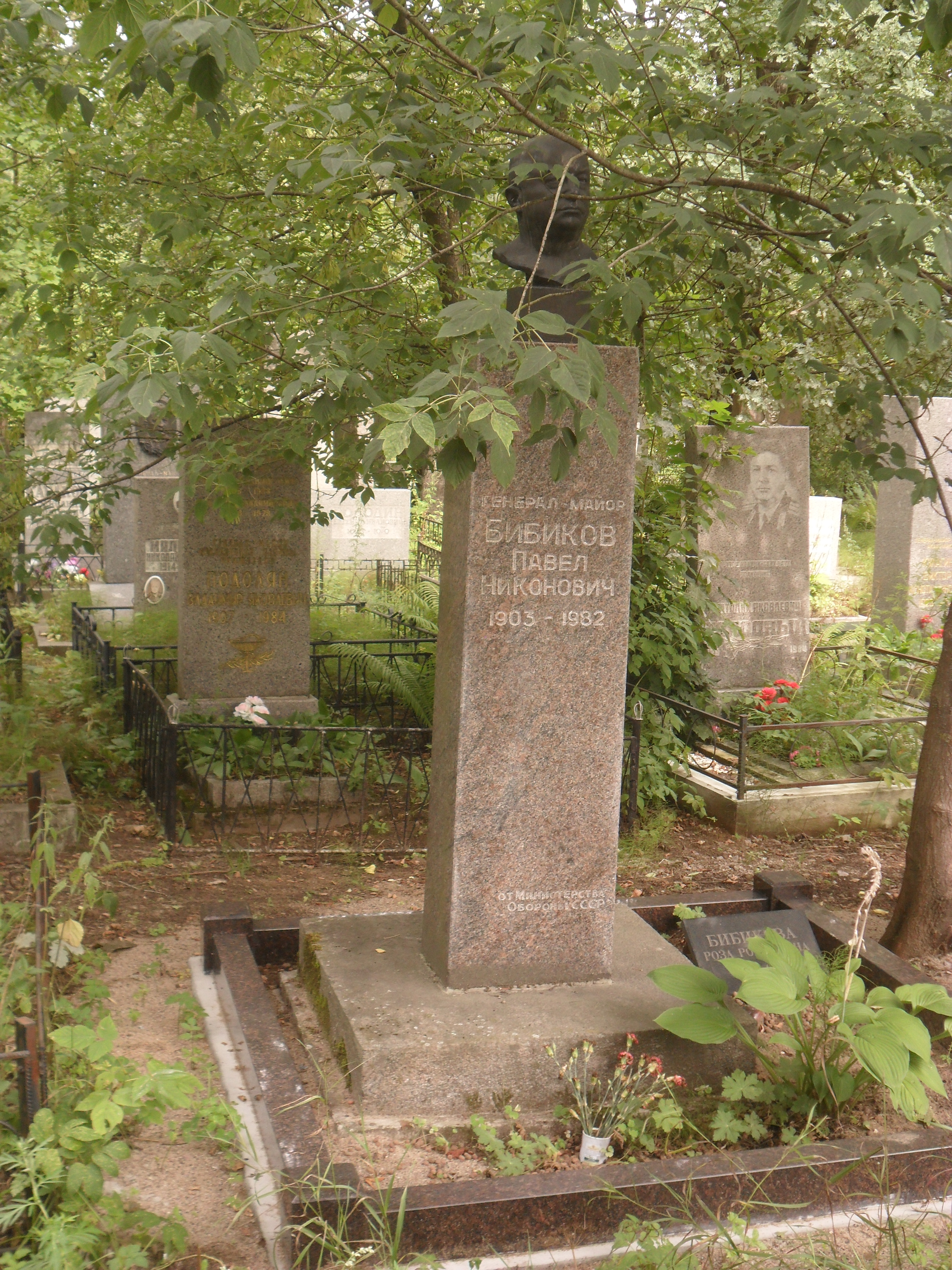
Могила Бибикова на Богословском кладбище Санкт-Петербурга.

В сентябре 1945 года был освобождён от занимаемой должности, после чего находился в распоряжении Главного управления кадров НКО и в феврале 1946 года был направлен на учёбу в Высшую военную академию им. К. Е. Ворошилова, после окончания которой с февраля 1948 года находился в распоряжении Управления по внешним сношениям Генштаба Вооружённых сил СССР и затем был назначен на должность военного советника в Болгарской народной армии, а в апреле 1951 года был назначен на должность командира 10-го гвардейского стрелкового корпуса (Одесский военный округ).
С июля 1953 года служил в Высшем военно-педагогическом институте на должностях начальника кафедры общей тактики и родов войск и кафедры военных дисциплин, а в августе 1958 года был назначен на должность начальника кафедры военных дисциплин Военно-медицинской академии имени С. М. Кирова.
Генерал-майор Павел Никонович Бибиков в июне 1966 года вышел в запас. Умер 18 марта 1985 года в Ленинграде. Похоронен на Богословском кладбище.

## Награды
- Орден Ленина;
- Пять орденов Красного Знамени;
- Орден Суворова 2 степени;
- Орден Кутузова 2 степени;
- Орден Отечественной войны 1 степени;
- Орден Красной Звезды;
- Медали.